# Ringwall von Otzenhausen

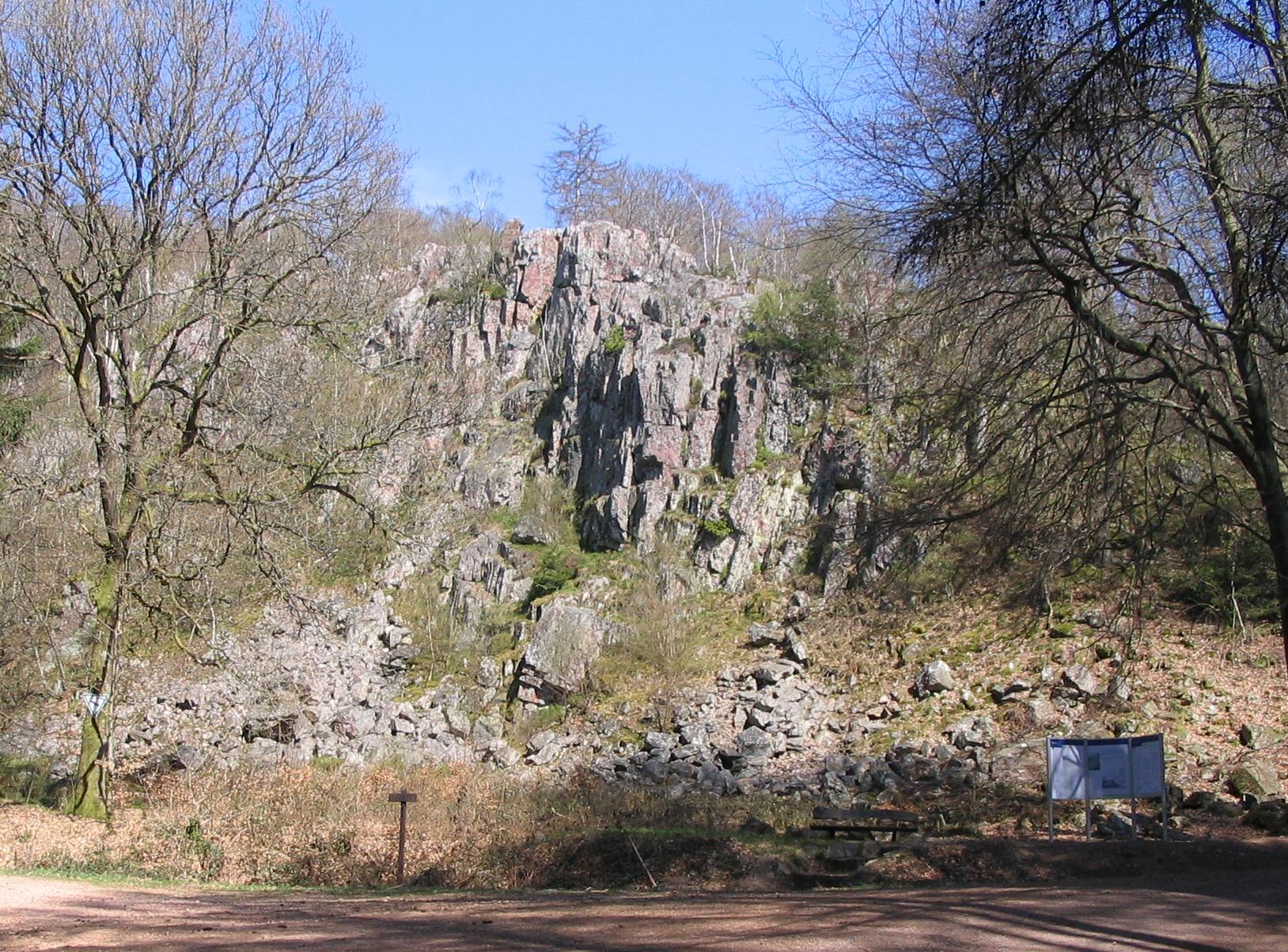
Mannfelsen am Hunnenring

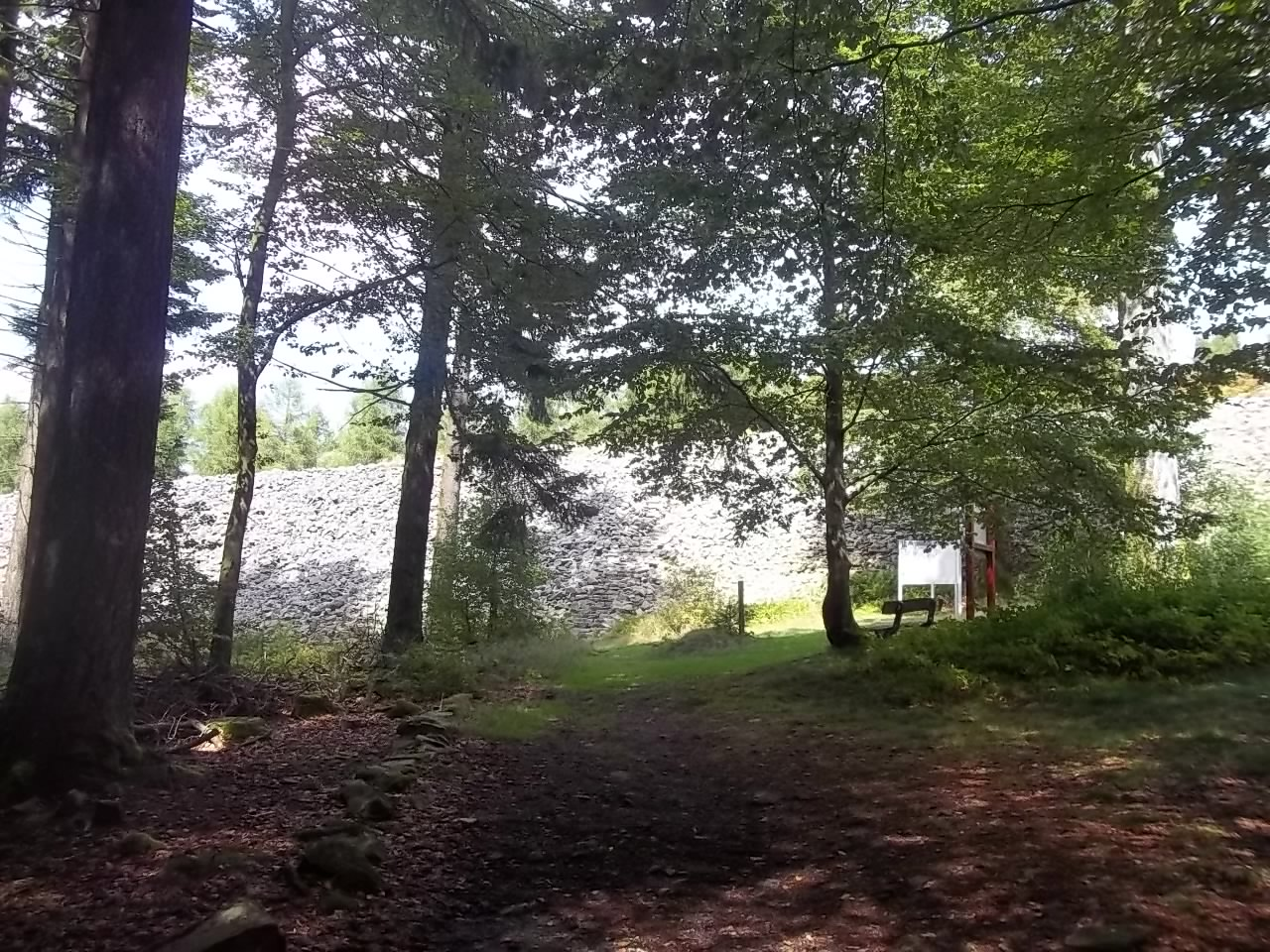
Die Quelle im Südwesten des Ringwalles

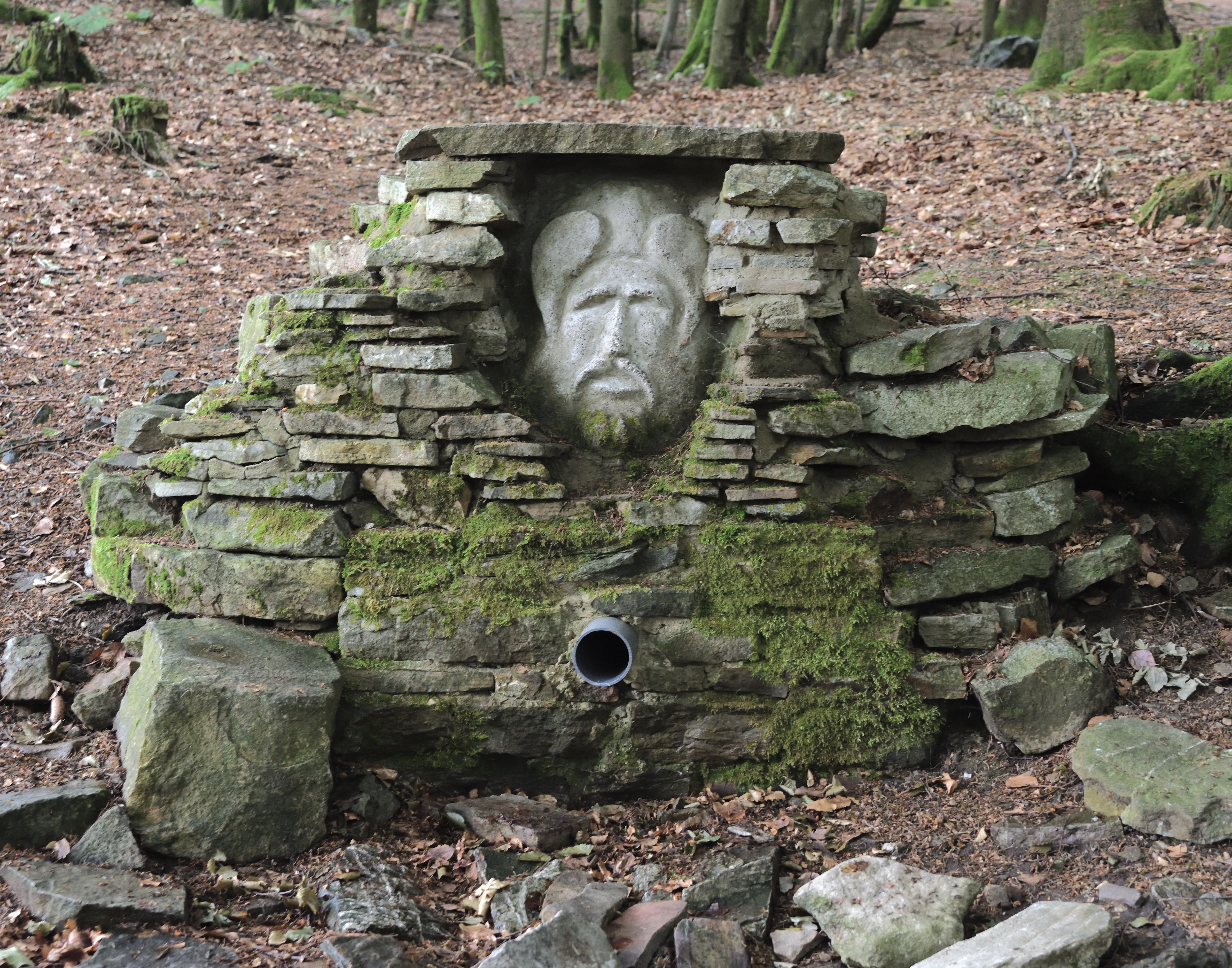
Der heute meist ausgetrocknete Quellbereich in der Wallanlage

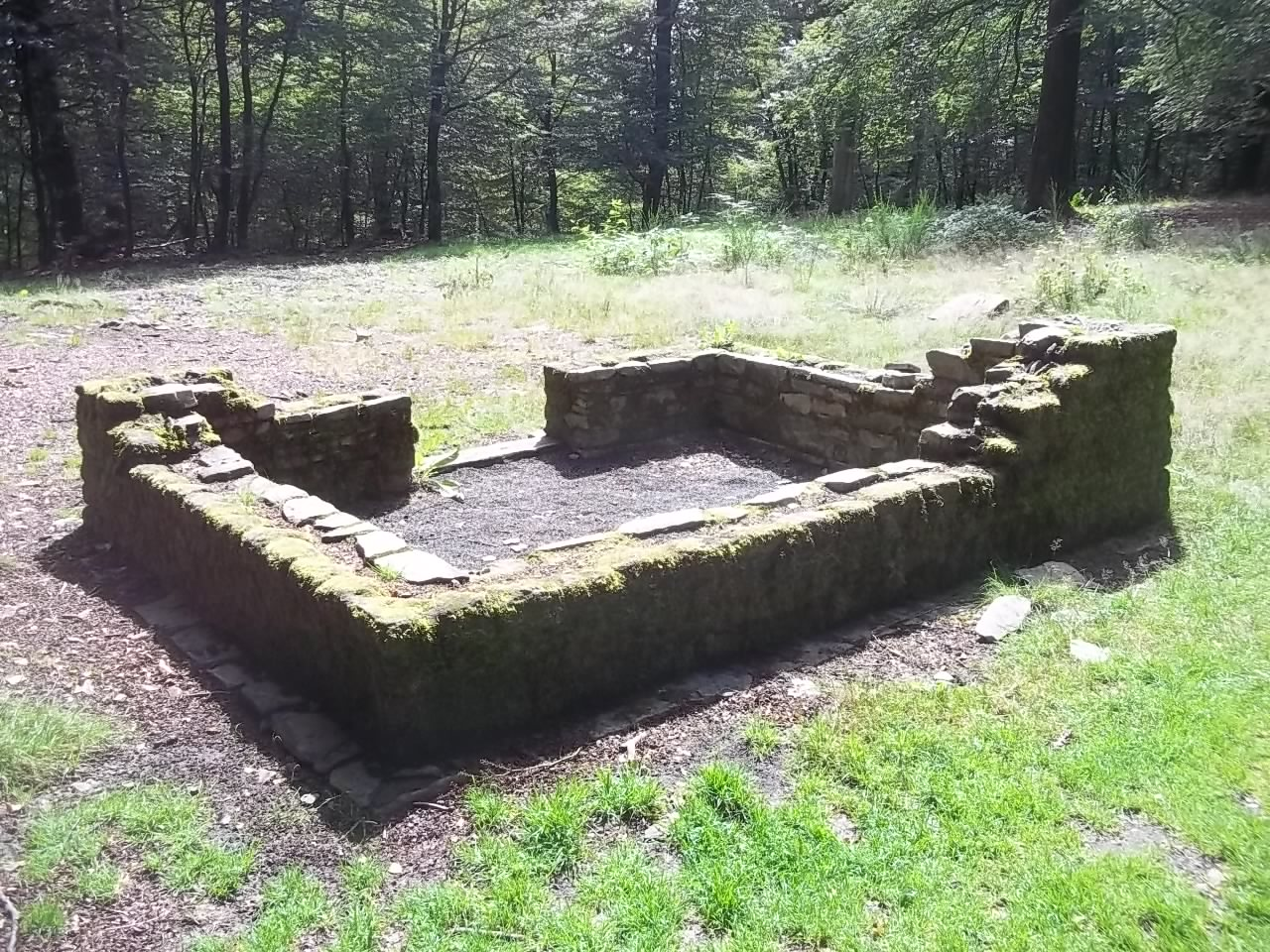
Die wieder aufgemauerten Grundmauerreste eines römischen Tempels im Zentrum der Wallanlage

Der Ringwall von Otzenhausen (volkstümlich auch Hunnenring genannt) ist eine mächtige keltische Befestigungsanlage (Oppidum) am Hang des Dollbergs bei Otzenhausen, einem Ortsteil der Gemeinde Nonnweiler im nördlichen Saarland nahe der Primstalsperre.

## Begriffsbestimmung
Wie auch andere vor- oder frühgeschichtliche Befestigungen wurde er vom Volksmund als „Hunnenring“ bezeichnet, obwohl es keine Zusammenhänge mit den Hunnen gibt. Es wird vermutet, dass der alte Begriff ‚Hunnich‘ (für König) damit zu tun hat. Auch ein sprachlicher Zusammenhang mit ‚Hünen‘ wegen der Größe der Anlage wäre denkbar. Denkbar ist auch die häufig anzutreffende schwärmerisch-historisierende Benennungsweise des frühen 19. Jahrhunderts, als eine Gefühlsmelange aus Romantik und nationalem Impuls zu zahlreichen Wortschöpfungen ähnlicher Art in Deutschland führte. Heute wird der Ort als eine der fünf bekannten stadtähnlichen Siedlungen der Treverer geführt.

## Datierung
Archäologen datieren die Entstehung in die frühe Latènezeit (Wende 5./4. Jahrhundert v. Chr.). Im 2. und 1. Jahrhundert v. Chr. wurde die Anlage beträchtlich erweitert. Um das Jahr 51. v. Chr. wurde der Ringwall von den Römern vermutlich unter Befehl des Titus Labienus erobert – das Marschlager befindet sich bei Hermeskeil und liegt in 3,5 km Entfernung. Eine römische Besiedlung hatte nicht stattgefunden, es gab aber einen gallo-römischen Tempelbezirk im ehemals keltischen Kultareal. Dieser Tempelbezirk enthielt wenige kleine Tempel und einen Weihebezirk. Am alten Zugangsweg zum Ringwall befand sich in römischer Zeit eine kleine Siedlung mit einem der größten Tempel im Gebiet der Treverer. Demzufolge behielt der Ringwall noch Jahrhunderte nach seinem Niedergang den religiösen Nimbus einer ehemaligen zentralen Verehrungsstätte.

## Die Wallanlage und ihre Bedeutung
Bei dem Ringwall handelt es sich um die Überreste einer befestigten Ortschaft („Oppidum“, lat.: Befestigung) des keltischen Stamms der Treverer. Der Dollberg bei Otzenhausen nimmt unter den spätkeltischen treverischen Befestigungen eine Sonderstellung ein. Zunächst als Fliehburg um 400 v. Chr. erbaut, riegelten zwei quer zum Bergsporn verlaufende Abschnittsmauern diesen ab. Vermutlich zwangen klimatische Veränderung zur Abwanderung der Bewohner (Keltenwanderungen) und damit auch zur Aufgabe des Hunnenrings. Einem Hiatus während des ausgehenden 4. Jh. bis zur Mitte des 2. Jh. v. Chr. folgte eine Neubesiedlung. Diese zweite Bauphase beinhaltet nun auch den Ausbau der Befestigungen mit einer allseitigen Schutzmauer hin zu einem Ringwall während des 1. Jh. v. Chr. In jener Zeit beunruhigten zunächst Germaneneinfälle, dann die römische Okkupationslust die keltischen Gebiete. Einer wohl strategischen Neuorientierung ist eine Kürzung des südlichen Teils der Ringmauer zu verdanken, sodass letztendlich drei verschiedene Bauphasen nachzuweisen sind.
Es ist wahrscheinlich, dass der Name Otzenhausen auf eine gallische Ortsbezeichnung occiā (Güter des Occios) oder occion (der Gipfel) zurückgeht. In letzterem Fall ist durch den Befund des Steinwalles eine Kombination mit gallisch dūron denkbar. Ein dūron ist eine mit Steinmauer befestigte Siedlung, die in der Regel mit einem durch einen Herrscher geschützten und geregelten Markt gleichgesetzt wird.
Mit Eintreten des bello gallico wurden auch die ansässigen Treverer in den Krieg einbezogen, in dessen Verlauf auch der „Hunnenring“, allerdings kampflos, zu sehen ist. Weiterhin steht das in jenen Kriegszeiten errichtete, römische Militärlager bei Hermeskeil hiermit in Zusammenhang.
Aufgrund der beschränkten Siedlungsfläche von 18 Hektar war die Zuordnung zu den Oppida lange umstritten. Die bisherigen Ausgrabungen erbrachten aber Hinweise auf eine Siedlungsstruktur, Handelstätigkeiten und einen religiösen Bezirk, sodass der Ringwall bei Otzenhausen zumindest als zentrale Örtlichkeit der Region aufzufassen ist. Als Quelle des Wohlstands der keltischen Einwohner weisen Funde auf Eisenverarbeitung hin; zudem dürften die Züchtung von Fleischtieren und Reitpferden dazu beigetragen haben. Weiterhin gibt es Belege für die Herstellung von Mahlsteinen.
1849 wurden im benachbarten Ort Schwarzenbach in zwei Kilometer Entfernung zwei keltische Fürstengräber entdeckt, die wohl die Überreste der Begründer der Festungsanlage waren. Letzter Herrscher des „Hunnenrings“ könnte vielleicht der von Gaius Iulius Caesar mehrfach erwähnte Trevererfürst Indutiomarus gewesen sein.
Die Befestigung wurde Mitte des 1. Jahrhunderts v. Chr. nach dem Gallischen Krieg verlassen, nur die umliegenden Siedlungen wurden weiter bewohnt, allerdings in einem kleineren Umfang als bisher. Abgesehen von einem Heiligtum aus dem 2. oder 3. Jahrhundert n. Chr. aus der römischen Kaiserzeit, das eventuell der Diana oder dem Mars geweiht war, wurde die Anlage nicht mehr besiedelt.
Am 9. September 1836 besuchte der preußische Prinz Wilhelm das Areal. Zu diesem Zweck wurde im Inneren des Walls ein Platz gerodet, der noch heute die Bezeichnung Königsplatz hat. Dieses Ereignis zählt als frühes Beispiel von Denkmalschutz, hat der Besuch doch eine Inschutznahme des Denkmals erwirkt. Fortan wurden keine Steine der Wallmauern mehr zu Bauzwecken entwendet.

## Aufbau
Ein Tor im Westen des Ringwalls erlaubte den Zugang zum inneren Areal. Dort befand sich eine Quelle, die die Wasserversorgung der Bewohner sicherstellte.
Das Bauwerk ist auch heute noch beeindruckend, der Wall umfasst bei einer Länge von 2,5 km mehr als 18 ha und erreicht eine Höhe von maximal 10 Metern bei einer Basisbreite des Walls von mehr als 40 Metern. Die damaligen Mauern wurden in der sogenannten „Murus Gallicus“-Technik erbaut, bei der eine Art horizontal angeordneten Fachwerkgerüsts aus Holz mit losem Steinwerk gefüllt wurde. Diese Form des Festungsbaus bot den Verteidigern einen sehr stabilen Schutz gegenüber Angreifern, die mit Rammen und Schleudern die Burg erobern wollten. Insbesondere im Nordteil der Anlage, wo die Festung gegenüber dem flachen Gelände stärker geschützt werden musste, war diese Holz-Steinmauer ehemals bis zu 25 m hoch mit einer Basisbreite von damals 25 Metern. Auf der Wallkrone befand sich zum Schutz der Verteidiger eine hölzerne Brustwehr oder Palisade. Das Oppidum wurde kampflos geräumt, denn es fanden sich an keiner Stelle Beweise oder Indizien für eine Eroberung oder Zerstörung durch Kampfeinwirkung.
Der Aufbau des Ringwalls ist keilförmig und schmiegt sich an die Topografie des Dollbergs an, auf dem der Ringwall erbaut wurde. Der Hauptbefestigung von ca. 13 ha ist ein Vorwall von ca. 5 ha vorgelagert. Der Schutz im steilen Gelände im Süden erfolgte durch zwei in der Dimension kleinere Wallmauern (innerer und Hauptwall sowie Vorwall), da im Steilgelände die Errichtung einer Wallmauer von 25 × 25 m (wie im flacheren Norden) technisch nicht möglich war.

## Gegenwart

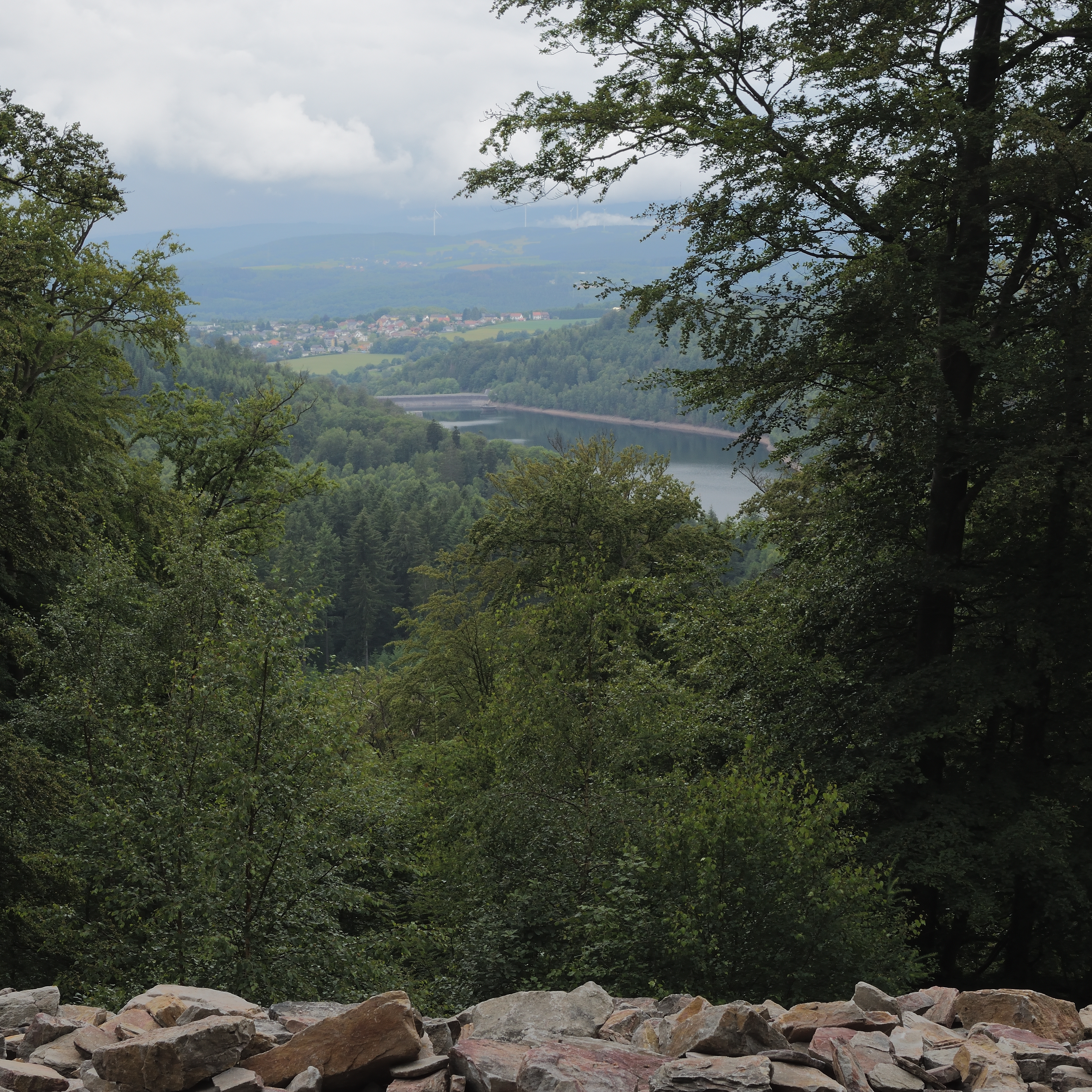
Blick vom südlichen Teil des Walls über die Primstalsperre und Nonnweiler

Die Anlage ist für die Öffentlichkeit ganzjährig zugänglich. Sie ist jedoch nicht behindertengerecht.
Zwei thematische Informationswege leiten den Besucher über die Festung:
- Ein mehrsprachig beschilderter Archäologischer Infoweg (D, GB, F, NL) führt zu den interessantesten Örtlichkeiten der Befestigung.
- Der von keltischer Kunst und Kultur inspirierte europäische Skulpturenpfad „Cerda&Celtoi“ verbindet das moderne Kunstzentrum der Europäischen Akademie Otzenhausen mittels 18 Skulpturen mit dem historischen Zentrum „Hunnenring“.

2015–2020 wurden in Otzenhausen regelmäßig die „Internationalen Archäologentage Otzenhausen – Archäologie in der Großregion“ durchgeführt.
2016 wurde der Keltenpark Otzenhausen zu Füßen des Ringwalls der Öffentlichkeit übergeben. Hier befindet sich der Nachbau eines keltischen Dorfs auf Basis von Grabungsbefunden des „Hunnenrings“ und weiterer keltischer Siedlungen. Der Flyer „Auf den Spuren der Kelten und Römer“ führt zu weiteren archäologischen Highlights nahe dem Ringwall. Bis Ende 2023 soll ein Besucherzentrum mit Infrastruktur für Ausstellungen und Gastronomie folgen, das auch als Eingangstor des Nationalparks Hunsrück-Hochwald dient.

## Forschungsgeschichte
Ausgrabungen wurden durchgeführt von:
- 1883: Provinzialmuseum Trier
- 1936–1940: Rheinisches Landesmuseum Trier
- 1999–2000: Initialprojekt Gemeinde Nonnweiler und Europäische Akademie Otzenhausen
- 2001–2012: Terrex gGmbH
- seit 2006: verschiedene Kampagnen der Universität Mainz
- 2010 wurde nur wenige Kilometer entfernt das Römerlager Hermeskeil entdeckt, das zwischen 53 und 51 v. Chr. errichtet wurde.

## Dokumentationen
- Vergessene Bodenschätze – Das verschmähte Erbe der Kelten im Hunsrück. 2015, 30 min., SR Fernsehen (Video auf YouTube).[7]